# هالماهرا
هالماهرا (انگلیسی: Halmahera) بزرگترین جزیره در استان ملوک شمالی اندونزی و سوفیفی، مرکز استان، در ساحل غربی جزیره واقع شده است. این جزیره بیش از ۱۷۷۸۰ کیلومتر مربع مساحت و نیز بیش از ۵۰۰ هزار نفر جمعیت نیز در آن ساکن است.